# Carl Kruse (handelsman)
Carl Gustaf Kruse (i riksdagen kallad Kruse i Malmö), född 22 november 1825 i Malmö, död där 11 mars 1877, var en svensk handelsman, fabriksidkare och riksdagsman.
Kruse var handlande i Malmö, delägare i firman L.P. Kruse & Son och jourhavande direktör i Skånes Enskilda Banks huvudkontor. Han var ledamot av Malmö stadsfullmäktige 1863–1877 och från 1863 även ledamot i styrelsen för Malmö tekniska elementarläroverk och därmed förenade söndags- och aftonskolan. Han var även ledamot av hamndirektionen.
Kruse var 1870–1872 ledamot av riksdagens andra kammare. Han är begravd på Gamla kyrkogården i Malmö.